# Stagnicola corvus
Stagnicola corvus е вид коремоного от семейство Lymnaeidae.

## Разпространение
Видът е разпространен в Австрия, Албания, Белгия, България, Великобритания, Германия, Дания, Ирландия, Италия, Латвия, Люксембург, Нидерландия, Норвегия, Полша, Румъния, Словакия, Украйна, Унгария, Франция, Чехия, Швейцария и Швеция.